# Labiostrongylus communis
Labiostrongylus communis är en rundmaskart som först beskrevs av Yorke och Maplestone 1926.  Labiostrongylus communis ingår i släktet Labiostrongylus och familjen Cloacinidae. Inga underarter finns listade i Catalogue of Life.